# Cities (альбом Anberlin)
Cities — третий студийный альбом группы Anberlin, выпущенный 20 февраля 2007 года, с лейбла Tooth & Nail. Это последний альбом, записанный с участием гитариста Натана Стрейера, который незадолго до релиза покинул группу. Песни Godspeed и The Unwinding Cable Car были выпущены как синглы, на которые позже были сняты клипы. Релиз занял 19 строчку чарта Billboard 200, продавшись в количестве более 34,000 тысяч копий в первую неделю.

## Запись
Группа проводила запись пластинки в июле — августе 2006 года, с продюсером Аароном Спринклом, который также спродюсировал первые 2 альбома группы. Вокалист Стивен Кристиан держал поклонников в курсе прогресса в студии через онлайн-форумы группы. Anberlin также попросили фанатов отправить свои номера телефонов группе через их доску объявлений, чтобы они могли позвонить фанатам и попросить совета по поводу альбома.

## Продвижение и предрелиз
В конце 2006 года, группа всячески продвигала свой будущий альбом. Так, например, песня Godspeed была выпущена 26 декабря, вместе с EP. Группа играла песню «Hello Alone» на концертах под рабочим названием «The Lesser Thans». Аnberlin также разместили анонсы отдельных песен на MySpace и PureVolume.

## Значение альбома и смысл песен
Стивен Кристиан неоднократно заявлял, что первый альбом группы, Blueprints For The Black Market, это «человек против всего мира», Never Take Friendship Personal это «человек против человека», а Cities это «человек против самого себя». Таким образом, группа показывала более взрослую тематику альбомов и песен.
Godspeed — песня о жизни музыкантов, которые употребляют наркотики, пьют, и умирают к 27 годам. В песне упоминается город «Неверленд», который отсылает к Питеру Пэну. Стивен Кристиан комментирует это так — «мне всегда казалось, что музыканты живут в мире Питера Пэна, где никому никогда не приходится взрослеть». Также, в песне есть строчка «White lines black tar the matches», где «white lines» и «black tar» подразумевают наркотики кокаин и героин.
Adelaide — Аделаида - это город, находящийся в штате Южная Австралия, Австралия. В этом городе группа отыграла своё первое шоу в этой стране. Как заявляют участники группы, они очень любят эту страну. И когда Стивен Кристиан писал песню, ему показалось уместным использовать название города как название самой песни. Стивен также пробовал написать про Сидней и Мельбурн, но названия не сочетались.
A Whisper & A Clamor — о том, что Стивен Кристиан слишком много пытается внести смысла в песни, что многие не понимают, что он хочет донести до слушателя.
The Unwinding Cable Car — песня о людях, которые сдаются и не понимают, насколько на самом деле они прекрасны, и то, что какие чудеса может показать им жизнь. Стивен Кристиан также заявил, что он буквально бежал вприпрыжку по улице Сиэтла от того, насколько хорошей песня выдалась.
There Is No Mathematics To Love And Loss — сама песня - это история о друге Стивена, который играл в группе. Стивен позвонил своему другу, поинтересовавшись, можно ли написать песню про его историю. На что тот ответил — «без таких историй, как моих, музыка не существовала бы».
Hello Alone — песня о тех людей, которые лишились дома. Они чувствуют боль, смятение, чувство потери. Но они всё равно не одиноки.
Alexithymia — о человеке, который не видел настоящий мир, какой он есть на самом деле. Стивен Кристиан также отмечал, что он бы хотел изменить припев.
Reclusion — песня о замкнутости и депрессии. Стивен Кристиан также комментирует — «После того, как я прочитал книгу Пауло Коэльо, она отразила мои взгляды на любовь. Я стал замыкаться в себе. Но настоящий Я долго не мог прятаться. И поверьте мне, замыкание в себе делает только хуже».
Inevitable — о самом Стивене Кристиане и его брате Поле. Стивен комментирует песню так — «В детстве мы часто переезжали, из-за чего не могли найти друзей, а сверстники часто смотрели на нас свысока. У нас не было много денег, но благодаря этому, наша творческая энергия совершенствовалась».
Dismantle. Repair. — о том, когда чужие слова человек воспринимает близко к сердцу. Это и касалось самого Стивена Кристиана. Но, как он говорит — «никакие чужие суждения не делают нас такими, какие мы есть. Нас делают только любовь, вера, и надежда». Исходя из бонусного DVD, можно заявить, что эта песня стала первой записанной для альбома.
(Fin*) — последняя песня на альбоме. Она также считается одной из самых длинных песен группы (8 минут, 44 секунды). Стивен Кристиан говорит, что эта песня одна из самых личных для него. «Я почувствовал, как с меня свалился груз, когда я закончил писать ее рядом с библиотекой в кофейне Ричардса в Уинтер-Хейвен, Флорида. Песня рассказывает о историях, которые повлияли на мою веру в Христа в детстве». Сама песня поделена на 4 истории;
Первая о неисполнившемся пророчестве, которое было дано Уильяму и Мэри в Уинтер-Хейвене, штат Флорида.
Вторая — автобиографическая история, которая произошла со Стивеном Кристианом на Ридж-роуд в Стивенсвилле, штат Мичиган. Ему было 5 лет, когда он шел по длинной подъездной дорожке и выяснял отношения с Богом и дьяволом. «Я помню, как сказал им обоим оставить меня в покое. Я был смущен и не хотел ни того, ни другого».
Третья история повествует о миссионере, который бросил свою жену и детей, чтобы "помочь" другим. Но это закончилось только тем, что всем вокруг было больно. Он нанес только больше вреда. «Может быть, он изменился, может быть, он остался прежним» — говорит Стивен Кристиан.
Четвертую историю Стивен комментирует так — «Последняя история - о Билли Берке...О целителе? О мистике? Я не уверен. В любом случае я видел страну Оз, я видел, как отодвинули занавес. Я остался в спирали неверия. Может быть, он изменился, может быть, он остался прежним».

## Релиз
Альбом был выпущен 20 февраля 2007 года, и сразу достиг 19 строчки в чарте Billboard 200. Продажи в первую неделю составили около 34,000 тысяч копий. Он также поднялся на седьмое место в чарте лучших альбомов iTunes. Некоторые предварительные заказы были отправлены вместе с семидюймовым коллекционным виниловым EP.
Также была выпущена специальная версия альбома. Эта версия содержит три дополнительных трека и бонусный DVD, содержащий документальный фильм о создании альбома, и также интервью с участниками группы.
За исключением альбомов, загруженных в цифровом формате, каждая американская копия альбома содержала вставку «City Pass». В этой вставке говорится, что это «ворота покупателя в мир», обеспечивающие «бесплатный въезд в более чем двадцать городов». Вставки были привязаны к онлайн-конкурсу (который завершился 31 августа 2007 года).

## Чарты и отзывы
| Оценки критиков                | Оценки критиков |
| Источник                       | Оценка          |
| ------------------------------ | --------------- |
| AbsolutePunk                   | 85%             |
| Allmusic                       | [ 6 ]           |
| Alternative Press              | [ 7 ]           |
| CCM Magazine                   | B-              |
| Christian Broadcasting Network | [ 9 ]           |
| Christianity Today             | [ 10 ]          |
| Cross Rhythms                  | [ 11 ]          |
| Jesus Freak Hideout            | [ 12 ]          |
| Melodic                        | [ 13 ]          |
| New Release Tuesday            | ·               |
| The Phantom Tollbooth          | [ 16 ]          |
| Sputnikmusic                   | [ 17 ]          |

Альбом получил множество положительных отзывов от различных музыкальных критиков. Релиз также достиг более высокие позиции в чартах, в отличие от Never Take Friendship Personal. В 2008 году альбом был номинирован на премию Dove Award за лучшую музыкальную упаковку года на 39-й церемонии GMA Dove Awards.
| Чарты (2007)                          | Высшая позиция |
| ------------------------------------- | -------------- |
| Australian Albums Chart               | 59             |
| US Billboard 200                      | 19             |
| US Billboard Digital Albums Chart     | 19             |
| US Billboard Rock Albums Chart        | 6              |
| US Billboard Top Christian Albums     | 2              |
| US Billboard Tastemakers Albums Chart | 3              |

## Трек-лист
| №   | Название                                   | Длительность |
| --- | ------------------------------------------ | ------------ |
| 1.  | «(Début)»                                  | 1:27         |
| 2.  | «Godspeed»                                 | 3:02         |
| 3.  | «Adelaide»                                 | 3:14         |
| 4.  | «A Whisper & a Clamor»                     | 3:25         |
| 5.  | «The Unwinding Cable Car»                  | 4:17         |
| 6.  | «There Is No Mathematics to Love and Loss» | 3:11         |
| 7.  | «Hello Alone»                              | 4:00         |
| 8.  | «Alexithymia»                              | 3:23         |
| 9.  | «Reclusion»                                | 3:31         |
| 10. | «Inevitable»                               | 3:47         |
| 11. | «Dismantle. Repair.»                       | 4:18         |
| 12. | «(*Fin)»                                   | 8:53         |

| №   | Название                                                  | Длительность |
| --- | --------------------------------------------------------- | ------------ |
| 13. | «Uncanny»                                                 | 3:28         |
| 14. | «There Is a Light That Never Goes Out (The Smiths Cover)» | 4:17         |
| 15. | «The Promise (When in Rome Cover)»                        | 3:17         |

- Бонусные треки можно услышать на сборнике Lost Songs, вышедший в конце того же года.
- В японском издании альбома есть песня «The Haunting», которая, как и другие «бонусы», есть на Lost Songs

## Участники записи
Anberlin
- Стивен Кристиан — вокал, клавишные
- Джозеф Миллиган — лид-гитара, бэк-вокал
- Натан Стрейер — ритм-гитара, бэк-вокал
- Деон Рекстроут — бас-гитара
- Натан Янг — барабаны

Продюсерский состав
- Аарон Спринкл — продюсер
- Рэнди Торрес — инжинеринг
- Майк Шипли — микширование
- Тед Дженсен — мастеринг в Sterling Sound, Нью-Йорк